# جیمز پی. پوپ
جیمز پی. پوپ (به انگلیسی: James P. Pope) سناتور سابق عضو حزب دموکرات ایالات متحده آمریکا بود. وی در سال ۱۹۳۳ تا ۱۹۳۹ میلادی سناتور ایالت آیداهو در سنای ایالات متحده آمریکا بود.